# بلایرسبورگ (آیووا)

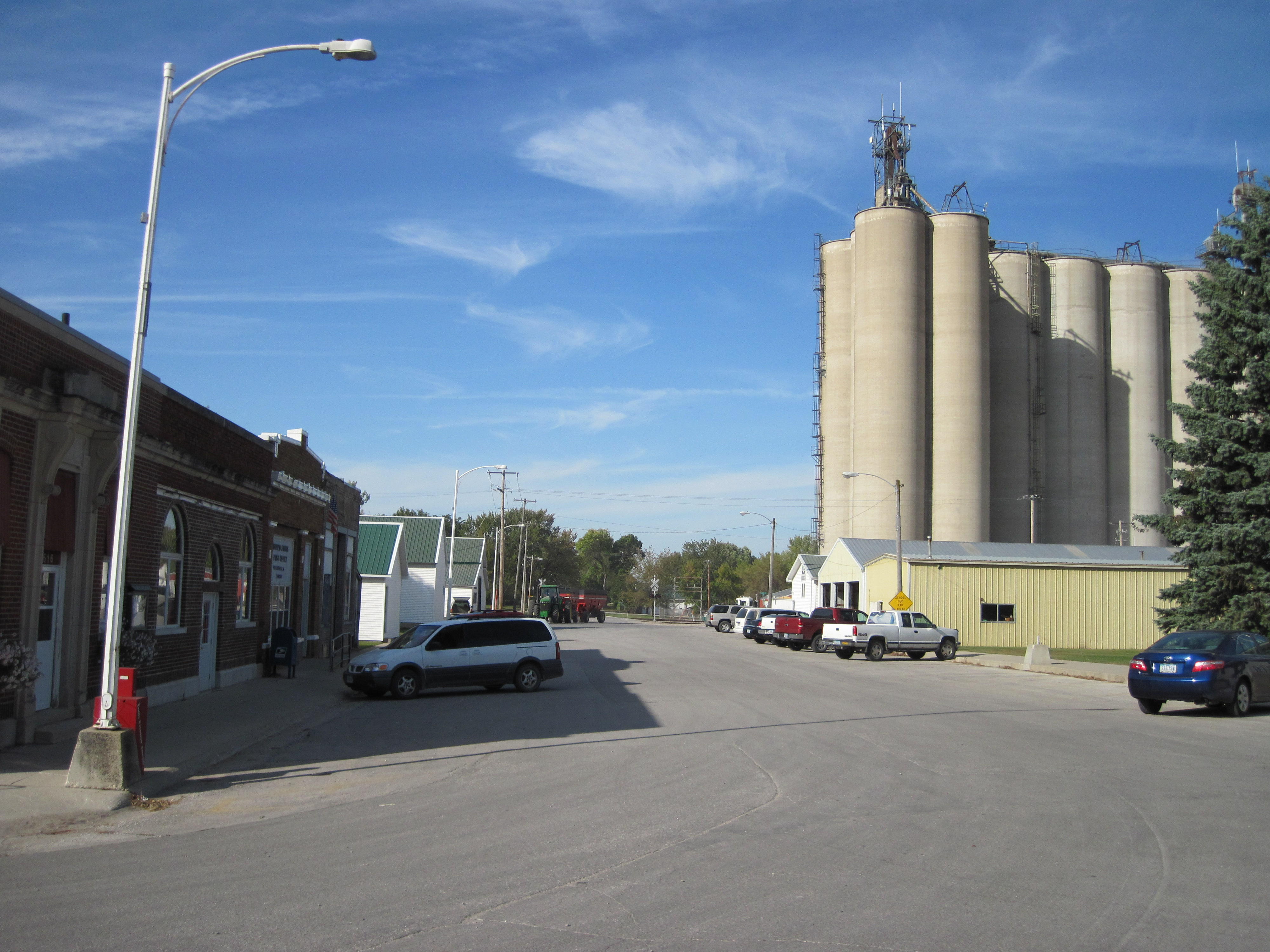

بلایرسبورگ (به انگلیسی: Blairsburg) شهری در ایالت آیووا کشور ایالات متحده آمریکا است که جمعیت آن در سرشماری سال ۲۰۱۰ میلادی، ۲۱۵ نفر بوده‌است.